# Pseudocellus boneti
Pseudocellus boneti är en spindeldjursart som först beskrevs av Bolívar y Pieltain 1942.  Pseudocellus boneti ingår i släktet Pseudocellus och familjen Ricinoididae. Inga underarter finns listade i Catalogue of Life.